# Guinée
Guinée (cũng viết là Guinea theo tiếng Anh, phát âm /ˈɡɪni/, tên chính thức Cộng hòa Guinée tiếng Pháp: République de Guinée, tiếng Việt: Cộng hòa Ghi-nê) là một đất nước nằm ở khu vực Tây Phi. Trước đây quốc gia này được biết với cái tên Guinée thuộc Pháp (Guinée française), đôi khi từ Guinée-Conakry hay Guinea-Conakry được dùng để chỉ quốc gia này để phân biệt các quốc gia khác có "Guinea" trong tên và khu vực cùng tên, chẳng hạn như Papua New Guinea, Tây New Guinea, Guinea-Bissau và Guinea Xích Đạo. Guinée có dân số 12.4 triệu người và diện tích 245.857 kilômét vuông (94.926 dặm vuông Anh).
Quốc gia có chủ quyền Guinea là một nước cộng hòa có tổng thống do nhân dân trực tiếp bầu ra; chức vụ này vừa là nguyên thủ quốc gia vừa là người đứng đầu chính phủ. Quốc hội Guinea là một quốc hội đơn viện và là cơ quan lập pháp của đất nước này, và các thành viên của nó cũng do người dân trực tiếp bầu ra. Nhánh tư pháp được lãnh đạo bởi Tòa án Tối cao Guinea, tòa án phúc thẩm cao nhất và cuối cùng trong cả nước.
Guinea là một quốc gia chủ yếu là Hồi giáo, với 85% dân số theo đạo Hồi. Người dân Guinea thuộc 24 nhóm sắc tộc. Tiếng Pháp, ngôn ngữ chính thức của Guinea, là ngôn ngữ giao tiếp chính trong trường học, trong quản lý chính phủ và các phương tiện truyền thông, nhưng hơn 24 ngôn ngữ bản địa cũng được sử dụng.
Nền kinh tế của Guinea phần lớn phụ thuộc vào nông nghiệp và khai thác khoáng sản. Đây là nước có sản lượng khai thác bô xít lớn thứ hai thế giới, và có trữ lượng kim cương và vàng phong phú. Đất nước này là tâm điểm của đợt bùng phát dịch Ebola năm 2014. Nhân quyền ở Guinea vẫn còn là một vấn đề gây tranh cãi. Năm 2011, chính phủ Hoa Kỳ tuyên bố rằng việc tra tấn của lực lượng an ninh và lạm dụng phụ nữ và trẻ em (bao gồm cả cắt bộ phận sinh dục nữ) là những vấn đề nhân quyền đang còn tồn tại.

## Từ nguyên
Guinea được đặt tên theo khu vực Guinea. Guinea là tên truyền thống của khu vực châu Phi nằm dọc theo Vịnh Guinea. Khu vực này trải dài về phía bắc qua các vùng nhiệt đới có rừng và kết thúc ở Sahel. Thuật ngữ trong tiếng Anh Guinea bắt nguồn trực tiếp từ từ tiếng Bồ Đào Nha Guiné, xuất hiện vào giữa thế kỷ 15 để chỉ các vùng đất sinh sống của người Guineus, một thuật ngữ chung để chỉ các dân tộc châu Phi da đen ở phía nam sông Senegal, trái ngược với "màu xám "Zenaga Berbers ở trên vùng này, vốn được họ gọi là Azenegues hoặc Moors.

## Lịch sử
Vùng đất ngày nay là Guinea thuộc về một loạt đế chế châu Phi cho đến khi Pháp đô hộ nó vào những năm 1890, và biến nó thành một phần của Tây Phi thuộc Pháp. Guinea tuyên bố độc lập khỏi Pháp vào ngày 2 tháng 10 năm 1958. Từ khi giành độc lập cho đến cuộc bầu cử tổng thống năm 2010, Guinea đã bị một số lãnh đạo chuyên quyền cai trị.

### Các đế quốc và vương quốc Tây Phi ở Guinea
Khu vực bây giờ là Guinea nằm trong rìa của các đế chế lớn ở Tây Phi. Đế chế Ghana đầu tiên tại đây đã phát triển nhờ thương mại nhưng cuối cùng đã sụp đổ sau các cuộc xâm lăng lặp đi lặp lại của các vua nhà Almoravid. Vào thời kỳ này, Hồi giáo lần đầu tiên được truyền bá đến đây thông qua các thương nhân Bắc Phi.
Đế quốc Sosso (thế kỷ 12 đến thế kỷ 13) phát triển trong một thời gian ngắn trong khoảng trống, nhưng Đế quốc Mali trở nên nổi bật khi Soundiata Kéïta đánh bại người cai trị Sosso Soumangourou Kanté trong trận Kirina, ở c. 1235. Đế chế Mali được cai trị bởi Mansa (Hoàng đế), đáng chú ý nhất là Kankou Moussa, người đã thực hiện một hajj nổi tiếng tới Mecca vào năm 1324. Ngay sau khi ông trị vì, Đế chế Mali bắt đầu suy tàn và cuối cùng bị các nước chư hầu thay thế vào thế kỷ 15.
Thành công nhất trong số này là Đế quốc Songhai, mở rộng quyền lực từ khoảng năm 1460 và cuối cùng vượt qua Đế chế Mali về cả lãnh thổ và sự giàu có. Đế quốc tiếp tục thịnh vượng cho đến khi một cuộc nội chiến, liên tiếp xảy ra, sau cái chết của Askia Daoud vào năm 1582. Đế chế suy yếu đã rơi vào tay những kẻ xâm lược Maroc trong trận Tondibi chỉ ba năm sau đó. Tuy nhiên, người Maroc không thể cai trị vương quốc này một cách hiệu quả và nó bị phân chia thành nhiều vương quốc nhỏ.
Sau sự sụp đổ của các đế chế lớn ở Tây Phi, nhiều vương quốc khác nhau đã tồn tại ở nơi ngày nay là Guinea. Người Hồi giáo Fulani di cư đến Futa Jallon ở Trung Guinea, và thành lập một nhà nước Hồi giáo từ năm 1727 đến năm 1896, với một hiến pháp thành văn và những người cai trị thay thế. Đế chế Wassoulou hay Wassulu trong một thời gian ngắn (1878–1898), do Samori Toure lãnh đạo đã chiếm cứ khu vực chủ yếu là Malinké của vùng ngày nay là thượng lưu Guinea và tây nam Mali (Wassoulou). Đế chế này chuyển đến Bờ Biển Ngà trước khi bị người Pháp chinh phục.

### Thời kỳ thuộc địa

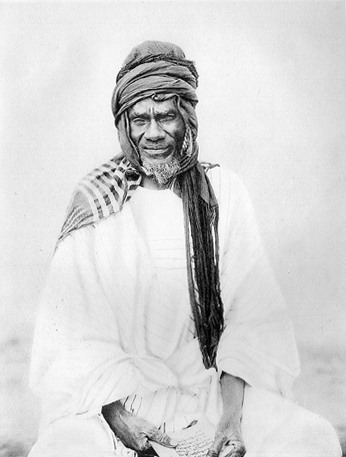
Samori Toure là người sáng lập Đế quốc Wassoulou, một nhà nước Hồi giáo ở Guinea ngày nay chống lại sự thống trị của thực dân Pháp ở Tây Phi từ năm 1882 cho đến khi Touré bị bắt vào năm 1898.

Các thương nhân châu Âu đến đây vào thế kỷ 16. Nô lệ đã được xuất khẩu để làm việc ở nơi khác trong thương mại tam giác. Các thương nhân đã sử dụng các tập quán nô lệ trong khu vực đã tồn tại trong nhiều thế kỷ để buôn bán người.
Thời kỳ thuộc địa của Guinea bắt đầu với quân đội Pháp xâm nhập vào khu vực này vào giữa thế kỷ 19. Sự thống trị của Pháp được khẳng định bởi sau khi đánh bại quân đội của Samori Touré, Mansa (hoặc Hoàng đế) của bang Ouassoulou và thủ lĩnh của người gốc Malinké vào năm 1898, và giúp Pháp kiểm soát vùng đất ngày nay là Guinea và các khu vực lân cận.
Pháp đã đàm phán về ranh giới hiện tại của Guinea vào cuối thế kỷ 19 và đầu thế kỷ 20 với người Anh để trao đổi Sierra Leone, người Bồ Đào Nha về thuộc địa Guinea của họ (nay là Guinea-Bissau) và Liberia. Dưới thời Pháp, đất nước hình thành Lãnh thổ Guinea bên trong Tây Phi thuộc Pháp, do một thống đốc cư trú tại Dakar quản lý. Các thống đốc cấp trung quản lý các thuộc địa riêng lẻ, bao gồm cả Guinea.

### Độc lập (1958)
Năm 1958, Đệ tứ Cộng hòa Pháp sụp đổ do bất ổn chính trị và những thất bại trong việc đối phó với các thuộc địa của mình, đặc biệt là Đông Dương và Algeria. Việc thành lập nền Cộng hòa thứ năm được người dân Pháp ủng hộ, trong khi Tổng thống Pháp Charles de Gaulle đã nói rõ vào ngày 8 tháng 8 năm 1958 rằng các thuộc địa của Pháp phải được lựa chọn rõ ràng giữa quyền tự trị nhiều hơn trong một Cộng đồng Pháp mới hoặc độc lập ngay lập tức trong cuộc trưng cầu dân ý. sẽ được tổ chức vào ngày 28 tháng 9 năm 1958. Các thuộc địa khác đã chọn trước đây, nhưng Guinea - dưới sự lãnh đạo của Ahmed Sékou Touré với Đảng Dân chủ Guinea-Phi Dân chủ (PDG) đã giành được 56 trong số 60 ghế trong cuộc bầu cử lãnh thổ năm 1957 — đã bỏ phiếu áp đảo quyết định độc lập. Người Pháp nhanh chóng rút lui, và vào ngày 2 tháng 10 năm 1958, Guinea tự xưng là một nước cộng hòa có chủ quyền và độc lập, với Sékou Touré làm tổng thống.

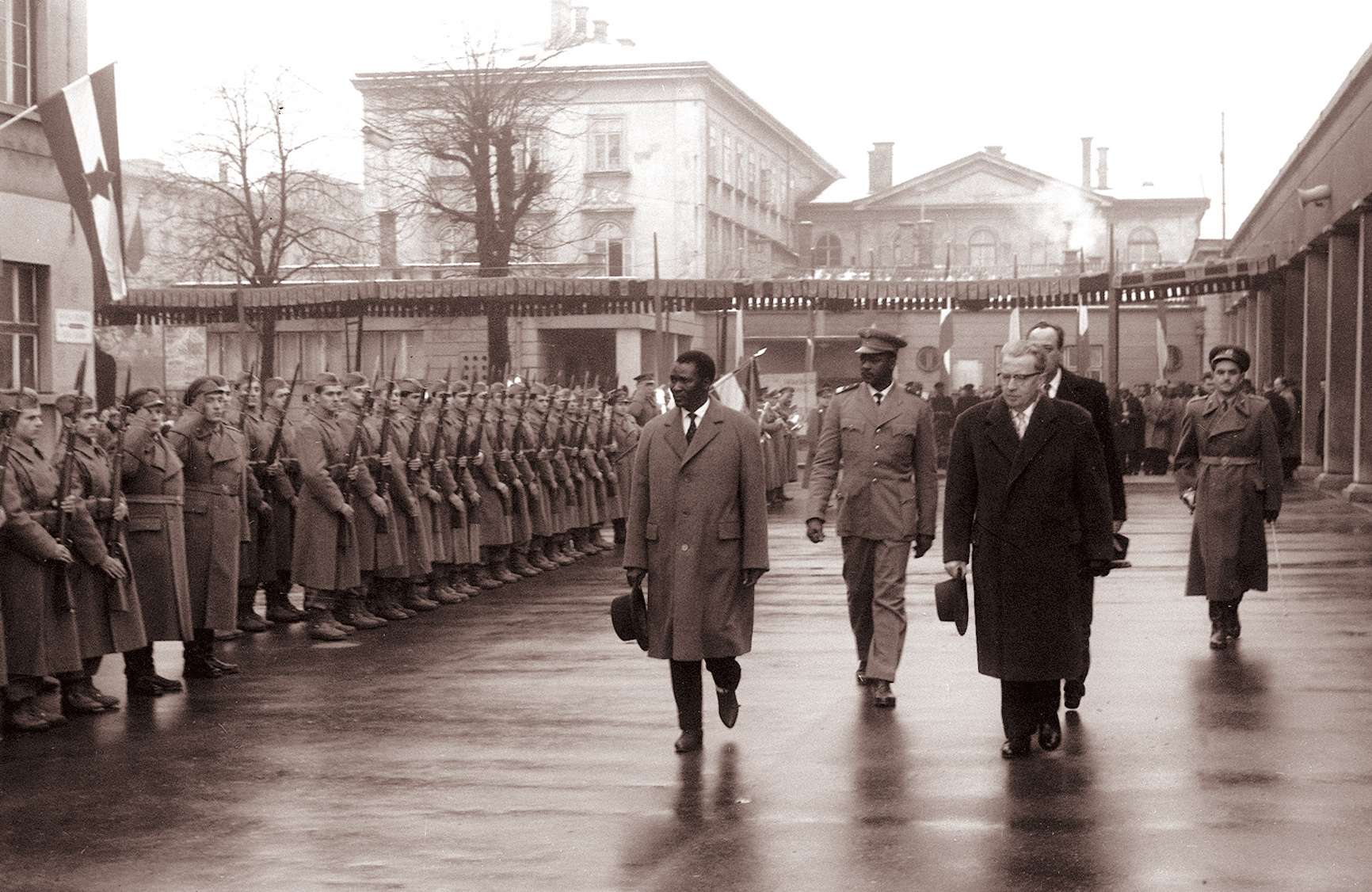
Tổng thống Ahmed Sékou Touré được các quốc gia Cộng sản ủng hộ, và vào năm 1961 đã đến thăm Nam Tư.

Đáp lại cuộc bỏ phiếu đòi độc lập, những người Pháp định cư ở Guinea đã khá gay gắt trong việc cắt đứt quan hệ với Guinea. Washington Post nhận xét người Pháp đã tàn bạo như thế nào khi vứt bỏ tất cả những gì họ nghĩ là đóng góp của họ cho Guinea: "Để phản ứng lại, và như một lời cảnh báo cho các vùng lãnh thổ nói tiếng Pháp khác, người Pháp đã rút khỏi Guinea trong khoảng thời gian hai tháng, mang theo mọi thứ họ có thể. Họ tháo các bóng đèn, vứt bỏ các kế hoạch cho đường ống dẫn nước thải ở thủ đô Conakry, và thậm chí đốt các dược phẩm thay vì để lại cho người dân Guinea. "

### Chế độ hậu thuộc địa (1958–2008)
Sau đó, Guinea nhanh chóng liên kết với Liên Xô và áp dụng các chính sách xã hội chủ nghĩa. Liên minh này tồn tại trong thời gian ngắn; tuy nhiên, khi Guinea tiến tới một mô hình chủ nghĩa xã hội của Trung Quốc. Mặc dù vậy, nước này vẫn tiếp tục nhận được đầu tư từ các nước tư bản, chẳng hạn như Hoa Kỳ. Đến năm 1960, Touré đã tuyên bố PDG là đảng chính trị hợp pháp duy nhất của đất nước, và trong 24 năm tiếp theo, chính phủ và PDG là một. Touré đã được bầu lại không ứng cử với bốn nhiệm kỳ bảy năm với tư cách là tổng thống, và cứ 5 năm một lần cử tri được trình bày với một danh sách duy nhất các ứng cử viên PDG cho Quốc hội. Ủng hộ Chủ nghĩa xã hội lai châu Phi trong nước và chủ nghĩa Liên châu Phi ở nước ngoài, Touré nhanh chóng trở thành một nhà lãnh đạo phân cực, với việc chính phủ của ông trở nên không khoan dung với những bất đồng chính kiến, bỏ tù hàng nghìn người và bóp nghẹt báo chí.
Trong suốt những năm 1960, chính phủ Guinea đã quốc hữu hóa đất đai, loại bỏ các thủ lĩnh truyền thống và do người Pháp bổ nhiệm khỏi quyền lực, và có quan hệ căng thẳng với chính phủ Pháp và các công ty Pháp. Chính phủ của Touré dựa vào Liên Xô và Trung Quốc để viện trợ và phát triển cơ sở hạ tầng, nhưng phần lớn số tiền này được sử dụng cho các mục đích chính trị chứ không phải kinh tế, chẳng hạn như xây dựng các sân vận động lớn để tổ chức các cuộc mít tinh chính trị. Trong khi đó, đường bộ, đường sắt và các cơ sở hạ tầng khác của đất nước bị suy yếu, và nền kinh tế đình trệ.

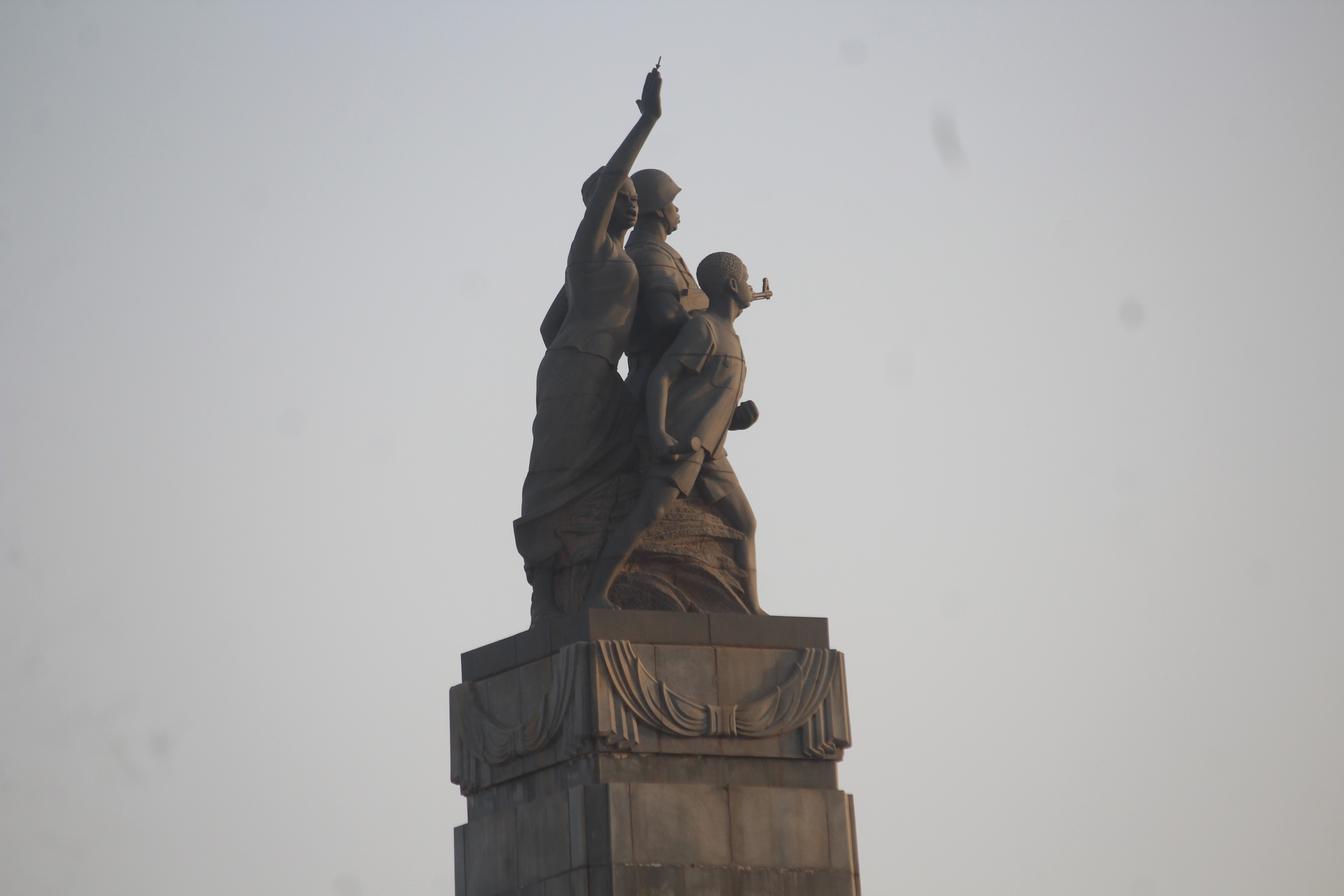
Đài tưởng niệm chiến thắng quân sự năm 1970 trước cuộc đột kích của Bồ Đào Nha. Mục tiêu duy nhất không đạt được trong cuộc đột kích của người Bồ Đào Nha là bắt được Ahmed Sékou Touré.

Vào ngày 22 tháng 11 năm 1970, các lực lượng Bồ Đào Nha từ nước láng giềng Guinea thuộc Bồ Đào Nha đã tổ chức Chiến dịch Biển Xanh, một cuộc đột kích vào Conakry của hàng trăm lực lượng đối lập Guinea lưu vong. Trong số các mục tiêu của họ, quân đội Bồ Đào Nha muốn giết hoặc bắt Sekou Toure do sự ủng hộ của ông với PAIGC, một phong trào đòi độc lập và nhóm phiến quân đã thực hiện các cuộc tấn công vào bên trong Guinea thuộc Bồ Đào Nha từ các căn cứ của họ ở Guinea. Sau khi giao tranh ác liệt, các lực lượng do Bồ Đào Nha hậu thuẫn đã rút lui, giải thoát cho vài chục tù nhân chiến tranh Bồ Đào Nha đang bị PAIGC giam giữ ở Conakry, nhưng không lật đổ được Touré. Trong những năm sau cuộc đột kích, chính phủ Touré đã tiến hành các cuộc thanh trừng lớn, và ít nhất 50.000 người (1% dân số Guinea) đã thiệt mạng. Vô số người khác bị bỏ tù và đối mặt với tra tấn. Thông thường, trong trường hợp là người nước ngoài, họ bị buộc phải rời khỏi đất nước, sau khi vợ hoặc chồng người Guinea của họ bị bắt và con cái của họ bị nhà nước quản thúc.
Năm 1977, với kinh tế suy giảm, giết người hàng loạt, bầu không khí chính trị ngột ngạt và lệnh cấm mọi giao dịch kinh tế tư nhân đã dẫn đến " Cuộc nổi dậy của phụ nữ ở chợ", là những cuộc bạo loạn chống chính phủ do những phụ nữ làm việc ở Chợ Madina của Conakry bắt đầu. Điều này khiến Touré phải thực hiện những cải cách lớn. Touré chuyển từ ủng hộ Liên Xô sang ủng hộ Hoa Kỳ. Cuối những năm 1970 và đầu những năm 1980 chứng kiến một số cải cách kinh tế, nhưng sự kiểm soát tập trung của Touré đối với nhà nước vẫn còn. Ngay cả mối quan hệ với Pháp cũng được cải thiện; Sau khi Valéry Giscard d'Estaing được bầu làm tổng thống Pháp, kim ngạch thương mại tăng lên và hai nước đã có các chuyến thăm ngoại giao.
Sékou Touré qua đời vào ngày 26 tháng 3 năm 1984, sau một ca phẫu thuật tim ở Hoa Kỳ, và được thay thế bằng Thủ tướng Louis Lansana Beavogui, người giữ chức tổng thống lâm thời, trong khi chờ các cuộc bầu cử mới. PDG bầu một nhà lãnh đạo mới vào ngày 3 tháng 4 năm 1984. Theo hiến pháp, người đó sẽ là ứng cử viên duy nhất cho chức tổng thống. Tuy nhiên, vài giờ trước cuộc họp đó, các Đại tá Lansana Conté và Diarra Traoré đã lên nắm quyền trong một cuộc đảo chính không đổ máu. Conté đảm nhận vai trò tổng thống, với Traoré giữ chức thủ tướng cho đến tháng 12.
Conté ngay lập tức tố cáo sai lầm của chế độ trước về nhân quyền, thả 250 tù nhân chính trị và khuyến khích khoảng 200.000 người nữa trở về sau cuộc sống lưu vong. Ông cũng nói rõ là quay lưng lại với chủ nghĩa xã hội. Điều này không giúp giảm bớt đói nghèo và đất nước không có dấu hiệu ngay lập tức để tiến tới dân chủ.
Năm 1992, Conté tuyên bố trở lại chế độ dân sự, với một cuộc thăm dò tổng thống vào năm 1993, sau đó là cuộc bầu cử vào quốc hội năm 1995 (trong đó đảng của ông - Đảng Thống nhất và Tiến bộ - giành được 71 trong số 114 ghế.) Bất chấp cam kết của ông đối với dân chủ, Conté vẫn duy trì quyền lực rất chặt chẽ. Vào tháng 9 năm 2001, thủ lĩnh phe đối lập Alpha Condé đã bị bỏ tù vì gây nguy hiểm cho an ninh quốc gia, mặc dù ông đã được ân xá 8 tháng sau đó. Sau đó, ông đã phải sống lưu vong ở Pháp.
Năm 2001, Conté tổ chức và giành chiến thắng trong một cuộc trưng cầu dân ý để kéo dài nhiệm kỳ tổng thống, và năm 2003, ông bắt đầu nhiệm kỳ thứ ba, sau khi các cuộc bầu cử bị phe đối lập tẩy chay. Vào tháng 1 năm 2005, Conté sống sót sau một vụ ám sát bị nghi ngờ trong khi xuất hiện hiếm hoi trước công chúng ở thủ đô Conakry. Những người chống đối ông cho rằng ông là một "nhà độc tài mệt mỏi", người mà sự ra đi là không thể tránh khỏi, trong khi những người ủng hộ ông tin rằng ông đang chiến thắng trong trận chiến với những người bất đồng chính kiến. Guinea vẫn phải đối mặt với những vấn đề rất thực tế, và theo Foreign Policy, có nguy cơ trở thành một quốc gia thất bại.
Vào năm 2000, Guinea đã bị cuốn vào tình trạng bất ổn từ lâu đã ảnh hưởng đến phần còn lại của Tây Phi, khi quân nổi dậy từ các nước láng giềng vượt qua biên giới với Liberia và Sierra Leone tràn sang nước này. Có vẻ đất nước này đang đứng trước bờ vực của nội chiến. Conté đổ lỗi cho các nhà lãnh đạo láng giềng vì thèm muốn tài nguyên thiên nhiên của Guinea, mặc dù những tuyên bố này đã bị bác bỏ một cách gay gắt. Năm 2003, Guinea đồng ý lên kế hoạch với các nước láng giềng của mình để đối phó với quân nổi dậy. Năm 2007, có nhiều cuộc biểu tình lớn chống lại chính phủ, dẫn đến việc bổ nhiệm một thủ tướng mới.

### Lịch sử 2008-nay
Conté vẫn nắm quyền cho đến khi qua đời vào ngày 23 tháng 12 năm 2008. Vài giờ sau khi ông qua đời, Moussa Dadis Camara đã giành quyền kiểm soát trong một cuộc đảo chính, tuyên bố mình là người đứng đầu một chính phủ quân sự. Các cuộc biểu tình phản đối cuộc đảo chính trở nên bạo lực, và 157 người đã thiệt mạng khi vào ngày 28 tháng 9 năm 2009, chính quyền ra lệnh cho binh lính tấn công những người tụ tập để phản đối nỗ lực trở thành tổng thống của Camara. Những người lính đã tiến hành hãm hiếp, cắt xẻo và giết người, khiến nhiều chính phủ nước ngoài không ủng hộ chế độ mới này.
Vào ngày 3 tháng 12 năm 2009, một phụ tá đã bắn Camara trong một cuộc tranh chấp trong cơn thịnh nộ vào tháng Chín. Camara đã được đưa đến Maroc để được chăm sóc y tế. Phó Tổng thống (và Bộ trưởng Quốc phòng) Sékouba Konaté đã bay về từ Liban để điều hành đất nước, khi Camara vắng mặt. Sau cuộc họp tại Ouagadougou vào ngày 13 và 14 tháng 1 năm 2010, Camara, Konaté và Blaise Compaoré, Tổng thống Burkina Faso, đã đưa ra một tuyên bố chính thức về mười hai nguyên tắc hứa hẹn sẽ đưa Guinea trở lại chế độ dân sự trong vòng sáu tháng.
Cuộc bầu cử tổng thống Guinea được tổ chức vào ngày 27 tháng 6, với cuộc bầu cử thứ hai được tổ chức vào ngày 7 tháng 11, do những cáo buộc gian lận bầu cử. Tỷ lệ cử tri đi bỏ phiếu cao và các cuộc bầu cử diễn ra tương đối suôn sẻ. Alpha Condé, lãnh đạo đảng đối lập Rally of the Guinean People (RGP), đã thắng cử, hứa hẹn sẽ cải tổ lĩnh vực an ninh và xem xét các hợp đồng khai thác mỏ.
Vào cuối tháng 2 năm 2013, bạo lực chính trị bùng phát ở Guinea sau khi những người biểu tình xuống đường bày tỏ lo ngại về tính minh bạch của cuộc bầu cử tháng 5 năm 2013 sắp tới. Các cuộc biểu tình được thúc đẩy bởi quyết định của liên minh đối lập từ bỏ quy trình bầu cử, để phản đối sự thiếu minh bạch trong việc chuẩn bị cho các cuộc bầu cử. Chín người đã thiệt mạng trong các cuộc biểu tình và khoảng 220 người bị thương. Nhiều người chết và bị thương khi lực lượng an ninh sử dụng đạn thật bắn vào người biểu tình.
Bạo lực chính trị cũng dẫn đến các cuộc đụng độ liên sắc tộc giữa những người Fula và Malinke. Người Malinke ủng hộ Tổng thống Condé, còn người Fula chủ yếu ủng hộ phe đối lập.
Vào ngày 26 tháng 3 năm 2013, đảng đối lập đã rút lui khỏi các cuộc đàm phán với chính phủ, trong cuộc bầu cử ngày 12 tháng 5 sắp tới. Phe đối lập nói rằng chính phủ đã không tôn trọng họ, và không giữ bất kỳ lời hứa nào mà họ đã hứa hẹn.
Vào ngày 25 tháng 3 năm 2014, Tổ chức Y tế Thế giới cho biết Bộ Y tế Guinea đã báo cáo một đợt bùng phát dịch bệnh do vi rút Ebola ở Guinea. Đợt bùng phát ban đầu này có tổng cộng 86 trường hợp mắc, trong đó có 59 trường hợp tử vong. Đến ngày 28/5, có 281 trường hợp mắc, 186 trường hợp tử vong. Người ta tin rằng trường hợp đầu tiên là Emile Ouamouno, một cậu bé 2 tuổi sống ở làng Meliandou. Ông lâm bệnh vào ngày 2 tháng 12 năm 2013 và mất vào ngày 6 tháng 12. Vào ngày 18 tháng 9 năm 2014, tám thành viên của một nhóm chăm sóc sức khỏe giáo dục Ebola đã bị sát hại bởi dân làng ở thị trấn Womey. Tính đến ngày 1 tháng 11 năm 2015, đã có 3.810 ca nhiễm và 2.536 ca tử vong ở Guinea.
Vào tháng 10 năm 2020, tổng thống Alpha Condé đã thắng cử tổng thống. Condé nắm quyền từ năm 2010 và ông đã tiếp tục nắm quyền tới nhiệm kỳ thứ ba. Phe đối lập đã không chấp nhận kết quả bầu cử của ông vì những cáo buộc gian lận. Tổng thống cho biết một cuộc trưng cầu dân ý về hiến pháp vào tháng 3 năm 2020 cho phép ông tranh cử bất chấp giới hạn hai nhiệm kỳ.
Vào ngày 5 tháng 9 năm 2021, trong một cuộc đảo chính rõ ràng, Trung tá Mamady Doumbouya đã giành quyền kiểm soát truyền hình nhà nước và tuyên bố rằng chính phủ của Tổng thống Alpha Conde đã bị giải tán và biên giới của Guinea bị đóng cửa, một thông báo được đưa ra sau nhiều giờ nổ súng dữ dội gần dinh tổng thống.

## Chính trị

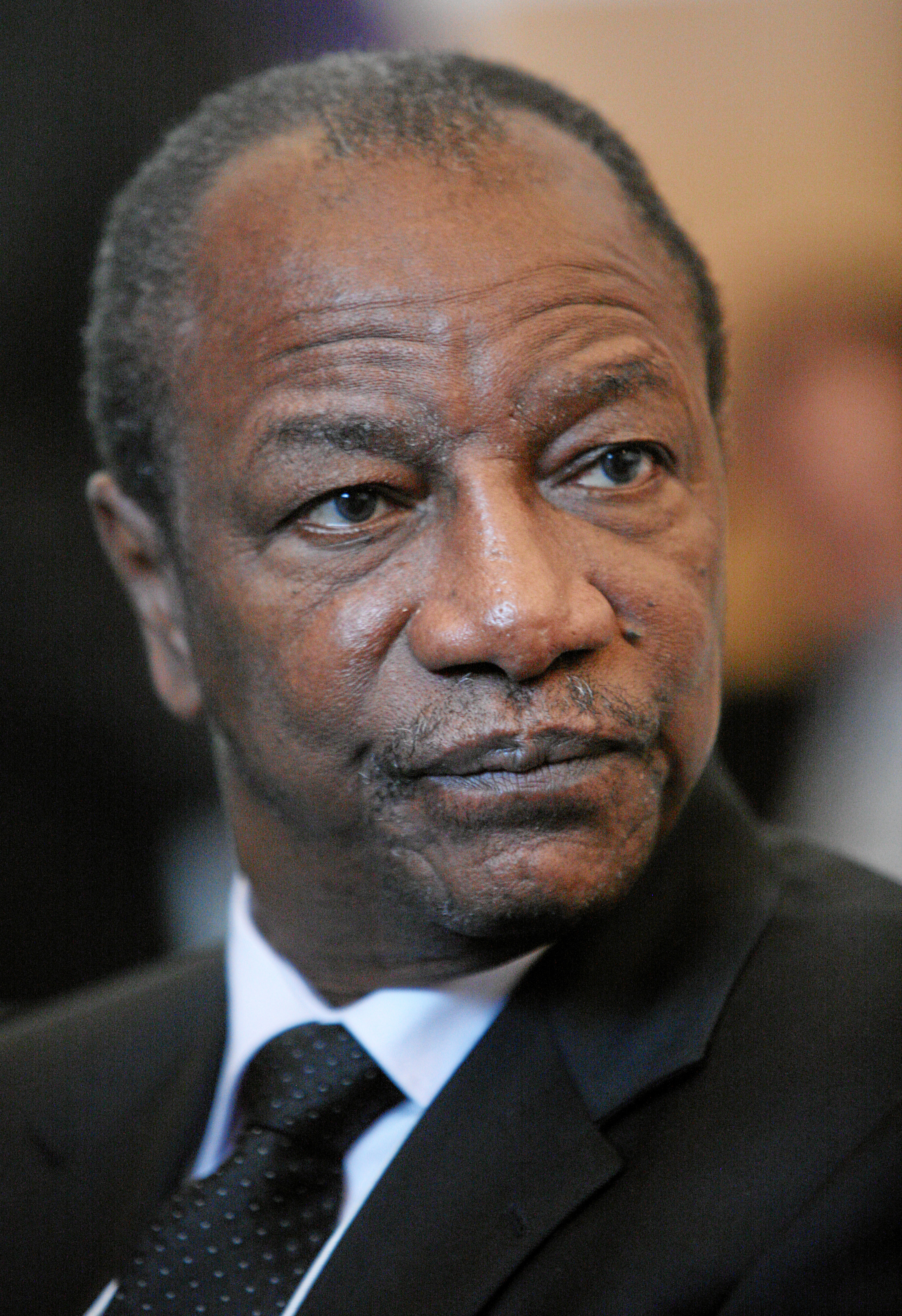
Alpha Condé, cựu Tổng thống Guinea

Quốc gia này là một nước cộng hòa. Tổng thống do nhân dân trực tiếp bầu ra, vừa là nguyên thủ quốc gia vừa là người đứng đầu chính phủ. Quốc hội đơn viện là cơ quan lập pháp của đất nước này, các thành viên của Quốc hội do nhân dân trực tiếp bầu ra. Nhánh tư pháp được đứng đầu bởi Tòa án Tối cao Guinea, tòa án phúc thẩm cao nhất và cuối cùng trong cả nước.
Guinea là thành viên của nhiều tổ chức quốc tế, bao gồm Liên minh Châu Phi, Cơ quan Cộng đồng nói tiếng Pháp, Ngân hàng Phát triển Châu Phi, Cộng đồng Kinh tế các Quốc gia Tây Phi, Ngân hàng Thế giới, Ngân hàng Phát triển Hồi giáo, IMF và Liên Hợp Quốc.

### Văn hoá chính trị
Cựu Tổng thống Alpha Condé có được sự ủng hộ từ nhóm dân tộc thứ nhất và có dân số lớn thứ hai của Guinea, Malinke. Nhóm đối lập Guinea có được ủng hộ từ nhóm sắc tộc Fula, những người này chiếm khoảng 45,9 phần trăm dân số.

### Hành pháp
Tổng thống Guinea thường được bầu theo phương thức phổ thông đầu phiếu với nhiệm kỳ 5 năm; ứng cử viên chiến thắng phải nhận được đa số phiếu bầu để được bầu làm tổng thống. Tổng thống quản lý Guinea, với sự hỗ trợ từ một hội đồng gồm 25 bộ trưởng dân sự do ông chỉ định. Chính phủ quản lý đất nước thông qua tám khu vực, 33 quận, hơn 100 quận và nhiều huyện (được gọi là xã ở Conakry và các thành phố và làng lớn khác, hoặc "mỏ đá" ở nội địa). Các chức danh lãnh đạo cấp huyện được bầu; tổng thống bổ nhiệm các quan chức cho tất cả các cấp khác của cơ quan hành chính với mức độ tập trung cao.
Kể từ cuộc bầu cử tổng thống năm 2010, nguyên thủ quốc gia là Alpha Condé. Tuy nhiên, vị trí nguyên thủ quốc gia của Condé đã bị thách thức bởi vụ đảo chính Guinea năm 2021.

### Lập pháp
Quốc hội Guinea, cơ quan lập pháp của đất nước này, đã không họp từ năm 2008 đến năm 2013, khi nó bị giải tán sau cuộc đảo chính quân sự vào tháng 12. Các cuộc bầu cử đã bị hoãn nhiều lần kể từ năm 2007. Vào tháng 4 năm 2012, Tổng thống Condé đã hoãn vô thời hạn các cuộc bầu cử, với lý do cần đảm bảo rằng các cuộc bầu cử này "minh bạch và dân chủ".
Bầu cử lập pháp Guinean năm 2013 được tổ chức vào ngày 24 tháng 9 năm 2013. Đảng của Tổng thống Alpha Condé , Cuộc biểu tình của Nhân dân Guinea (RPG), đã giành được đa số ghế trong Quốc hội Guinea, với 53 trên 114 ghế. Các đảng đối lập đã giành được tổng cộng 53 ghế, và các nhà lãnh đạo đối lập đã tố cáo kết quả bầu cử chính thức là gian lận.

### Đối nội
Ghi-nê theo thể chế Cộng hòa Tổng thống
Tổng thống được tranh cử nhiều lần. Kể từ năm 2003, nhiệm kỳ của Tổng thống kéo dài 7 năm.
Năm 1992, Guinée thực hiện chế độ đa đảng. Hiện nay ở Guinée có hơn 40 đảng phái, trong đó có các đảng chính:
- Đảng Thống nhất và Tiến bộ (PUP)
- Liên minh Tiến bộ và Đổi mới (UPR)
- Liên minh vì tiến bộ của Guinée (UPR)
- Liên minh vì Nhân dân của Guinée (UPG)
- Đảng Nhân dân Guinée (PPG)

### Đối ngoại

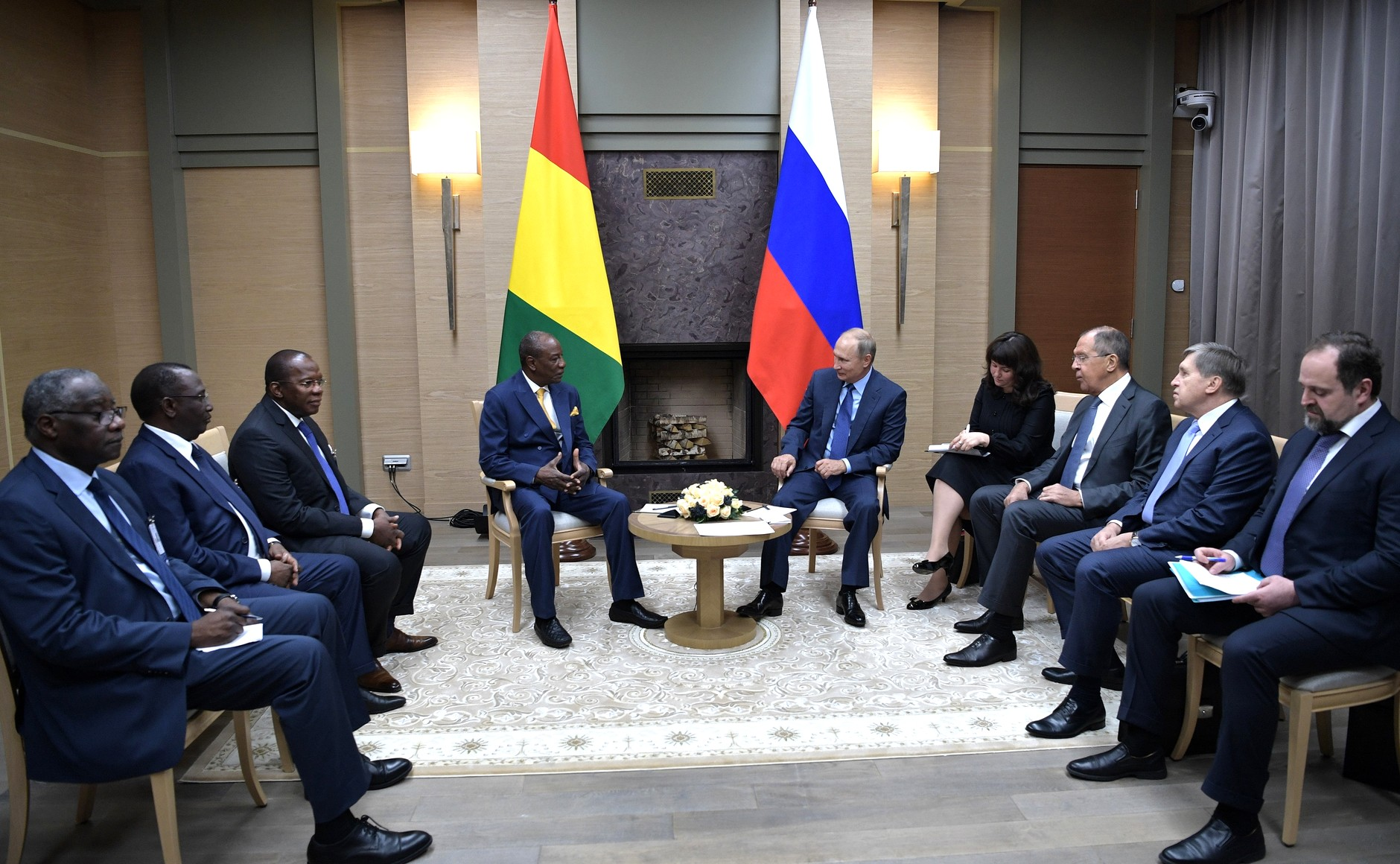
Tổng thống Alpha Condé với Tổng thống Nga Vladimir Putin ngày 28 tháng 9 năm 2017

Trong những năm 1960, 1970 Guinée là một trong những nước cách mạng tiến bộ nhất châu Phi. Chính quyền của Tổng thống Sékou Touré thực hiện chính sách đối ngoại tích cực chống thực dân, đế quốc, quan hệ hữu nghị với các nước châu Phi tiến bộ và xã hội chủ nghĩa nên Ghi-nê có uy tín lớn ở châu Phi và trên thế giới. Những năm 80, do khó khăn về kinh tế, phải dựa vào viện trợ của phương Tây, Mỹ và các nước Ả Rập thân Mỹ, chính quyền Sékou Touré ngày càng có chiều hướng ngả sang Mỹ và phương Tây. Sau khi Tổng thống Lassana Conté lên cầm quyền, Guinée tuyên bố tiếp tục duy trì đường lối đối ngoại Không liên kết nhưng thực chất thân phương Tây và đối với các vấn đề quốc tế lớn Guinée thường tránh bày tỏ lập trường.
Guinée là thành viên của Phong trào không liên kết, UN, AU, Francophonie, IMF, WB,...

### Quân đội
Lực lượng vũ trang của Guinea được chia thành năm nhánh — quân, hải quân, không quân, Lực lượng hiến binh quốc gia bán quân sự và Lực lượng Vệ binh Cộng hòa — mà các thủ lĩnh báo cáo với Chủ tịch Hội đồng Tham mưu trưởng, người trực thuộc Bộ trưởng Quốc phòng. Ngoài ra, lực lượng an ninh của chế độ bao gồm Lực lượng Cảnh sát Quốc gia (Sûreté Nationale). Lực lượng Hiến binh, chịu trách nhiệm về an ninh nội bộ, có lực lượng khoảng vài nghìn người.
Quân đội, với khoảng 15.000 nhân viên, cho đến nay là nhánh lớn nhất của các lực lượng vũ trang. Nó chịu trách nhiệm chính trong việc bảo vệ biên giới bang, an ninh của các vùng lãnh thổ được quản lý và bảo vệ lợi ích quốc gia của Guinea. Tổng số lính không quân khoảng 700 người. Trang bị của lực lượng này bao gồm một số máy bay chiến đấu và vận tải cơ do Nga cung cấp. Hải quân có khoảng 900 người và vận hành một số tàu tuần tra nhỏ và sà lan.

### Nhân quyền
Đồng tính luyến ái là bất hợp pháp ở Guinea. Quan hệ đồng giới được coi là một điều cấm kỵ mạnh mẽ và thủ tướng nước này đã tuyên bố vào năm 2010 rằng ông không coi xu hướng tình dục là một quyền chính đáng của con người.
Guinea là một trong những quốc gia có tỷ lệ cắt bộ phận sinh dục nữ cao nhất thế giới theo Anastasia Gage, phó giáo sư tại Đại học Tulane và Ronan van Rossem, phó giáo sư tại Đại học Ghent. Việc cắt bộ phận sinh dục nữ ở Guinea đã được thực hiện trên 98% phụ nữ, tính đến năm 2009. Ở Guinea hầu như tất cả các nền văn hóa, tôn giáo và sắc tộc đều thực hành cắt bộ phận sinh dục nữ. Điều tra Nhân khẩu học và Sức khỏe năm 2005 báo cáo rằng 96% phụ nữ đã trải qua việc cắt xẻo bộ phận sinh dục của mình. Không ai truy tố những người thực hiện hành vi này.

## Khu vực và quận

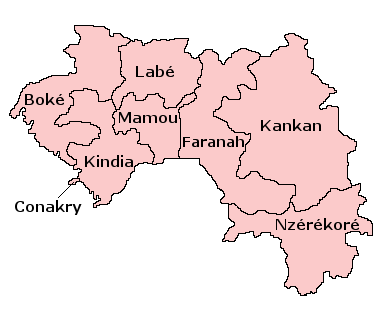
Bản đồ 7 khu vực của Guinée.

Guinée được chia thành 7 khu vực hành chính và 33 quận.
| Khu vực   | Thủ phủ   | Dân số(2010) |
| --------- | --------- | ------------ |
| Conakry   | Conakry   | 2,325,190    |
| Nzérékoré | Nzérékoré | 1,528,908    |
| Kankan    | Kankan    | 1,427,568    |
| Kindia    | Kindia    | 1,326,727    |
| Boké      | Boké      | 965,767      |
| Labé      | Labé      | 903,386      |
| Faranah   | Faranah   | 839,083      |
| Mamou     | Mamou     | 719,011      |

Thủ đô Conakry được xếp hạng là một khu vực đặc biệt.

## Địa lý

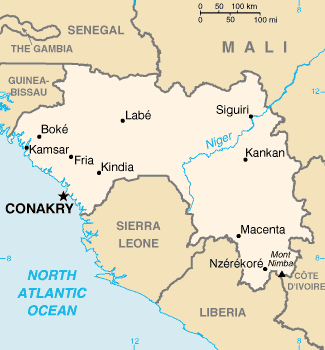
Bản đồ Guinée.

Guinée nằm ở Tây Phi, bên bờ Đại Tây Dương có chung biên giới với Guiné-Bissau, Sénégal, Mali, Bờ Biển Ngà, Liberia và Sierra Leone. Vùng đồng bằng ven biển tiếp giáp với khôi núi Fouta-Djalon. Vùng cao nguyên phía Đông phần lớn là các đồng cỏ nơi có thượng lưu sông Niger chảy qua; phía Đông Nam là các khối núi cao có các khu rừng rậm bao phủ.

## Kinh tế
Năm 1985, Guinée thực hiện cải cách kinh tế theo hướng đẩy mạnh quá trình tư nhân hoá và chuyển sang cơ cấu kinh tế thị trường, nhà nước chỉ quản lý các ngành kinh tế lớn như năng lượng, viễn thông, khai khoáng.
Hiện Guinée đang cố gắng tìm lại hình ảnh và kêu gọi hỗ trợ từ các nhà tài trợ quốc tế như Quỹ Tiền tệ Quốc tế (IMF), Ngân hàng Thế giới (WB), và các nước tài trợ... Trong năm 2008, đồng Fanc Guinée giảm giá mạnh do giá cả các mặt hàng thiết yếu trong nước vượt quá mức tiêu dùng của người dân.
- Nông nghiệp: Nông nghiệp chiếm khoảng hai phần ba lực lượng lao động. Guinée có khoảng 9 triệu ha đất trồng trọt ít chịu ảnh hưởng của sa mạc hoá, thuận lợi cho phát triển nông nghiệp. Sản phẩm chính có cà phê, chuối, lúa, ngô, dứa... Do chính sách nông nghiệp không kích thích được sản xuất, nên sản xuất nông nghiệp của Guinée không phát triển. Hàng năm Guinée phải nhập khẩu từ 150.000 đến 200.000 tấn gạo/năm. Guinée sớm thực hiện cải cách kinh tế và từng bước thực hiện cải cách chính trị. Mặc dù Guinée là nước sản xuất lúa lớn thứ hai tại châu Phi sau Nigeria nhưng sản xuất vẫn chưa đủ đáp ứng nhu cầu trong nước. Với diện tích canh tác là 450.000 ha, sản lượng trung bình năm là 800.000 tấn thóc tương đương 533.000 tấn gạo, nước này hiện phải nhập khẩu 325.000 tấn gạo mỗi năm, tức là tăng 40% so với cách đây 10 năm. Mỗi người dân tiêu thụ gần 100 kg gạo mỗi năm. Phần lớn gạo địa phương được tiêu thụ và kinh doanh dưới dạng gạo đồ. Các nước cung cấp chính là Indonesia, Ấn Độ, Ai Cập và Việt Nam.
- Công nghiệp: Guinée là nước giàu tài nguyên khoáng sản. Guinée có trữ lượng bauxite 18 tỉ tấn (chiếm 1/2 trữ lượng thế giới, đứng thứ 2 thế giới về sản xuất bauxite), sắt 13 tỉ tấn, kim cương 5 triệu carats... Khai thác bô xít là ngành công nghiệp chính của Guinée, sản xuất 12 triệu tấn/năm, ngoài ra còn khai thác vàng, kim cương. Ngành khai thác mỏ chiếm 70% giá trị xuất khẩu của Guinée. Thời gian gần đây, mỗi năm trung bình Guinée xuất khẩu khoảng 1,5 tỷ USD gồm các mặt hàng bô xít, nhôm, vàng, kim cương, cà phê, cá, sản phẩm nông nghiệp. Các đối tác xuất khẩu chính gồm Ấn Độ, Tây Ban Nha, Nga, Đức, Hoa Kỳ, Ireland, Pháp và Ukraina. Guinée nhập khẩu cũng khoảng 1,5 tỷ USD mỗi năm gồm sản phẩm dầu khí, kim loại, thiết bị vận tải, dệt may, ngũ cốc và thực phẩm khác. Các đối tác nhập khẩu chính gồm Trung Quốc, Pháp, Hà Lan, Tây Ban Nha, Hoa Kỳ, Bỉ và Ấn Độ.

GDP (thực tế): 10,64 tỷ USD (2009)
GDP bình quân (thực tế): 1100 USD (2009)
Tăng tưởng GDP: -2,5% (2009)
Cơ cấu kinh tế: nông nghiệp 23,7%, công nghiệp 36,1%, dịch vụ 40,2%.

## Galerie

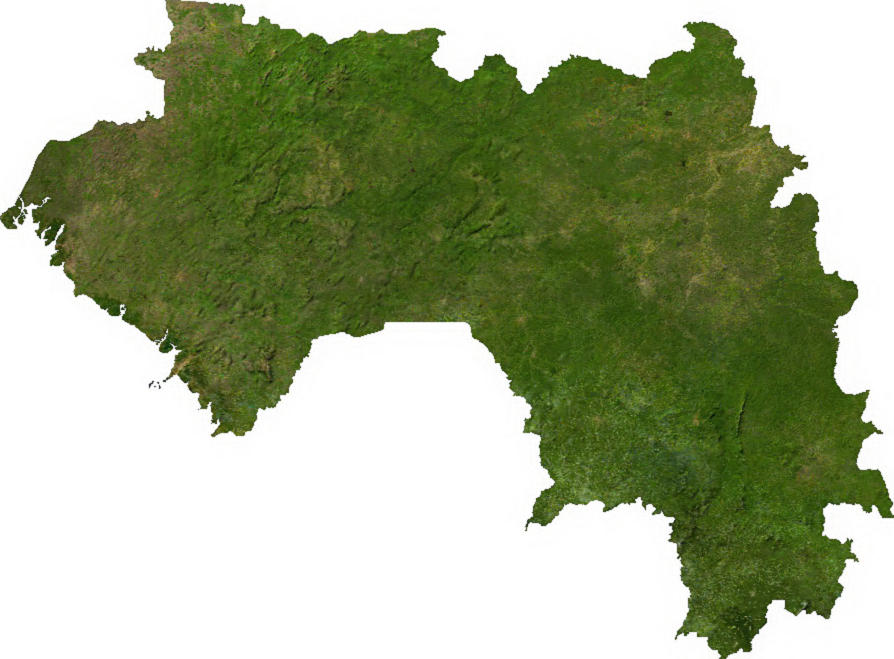
Bản đồ địa hình Guinea
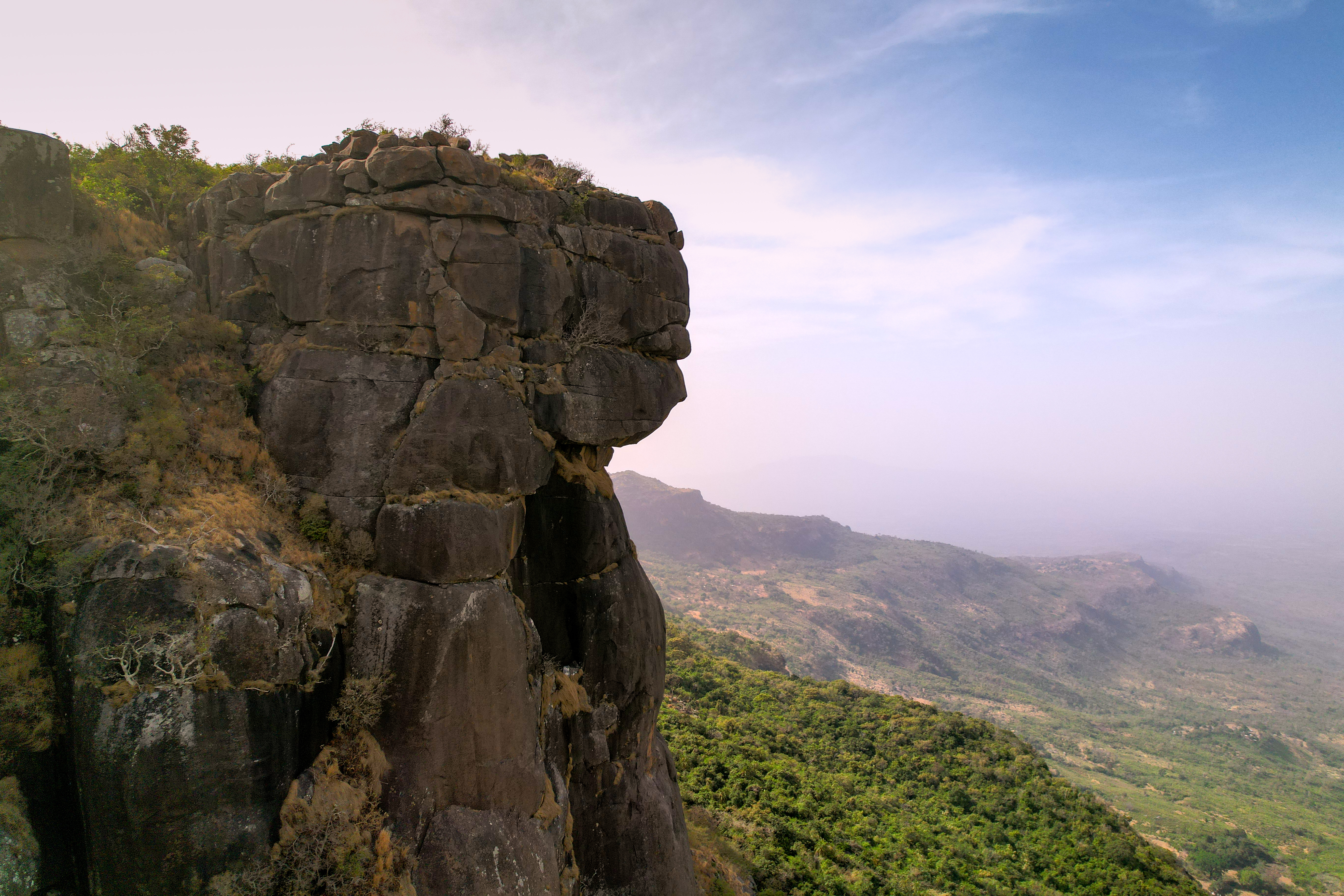
Dame de Mali
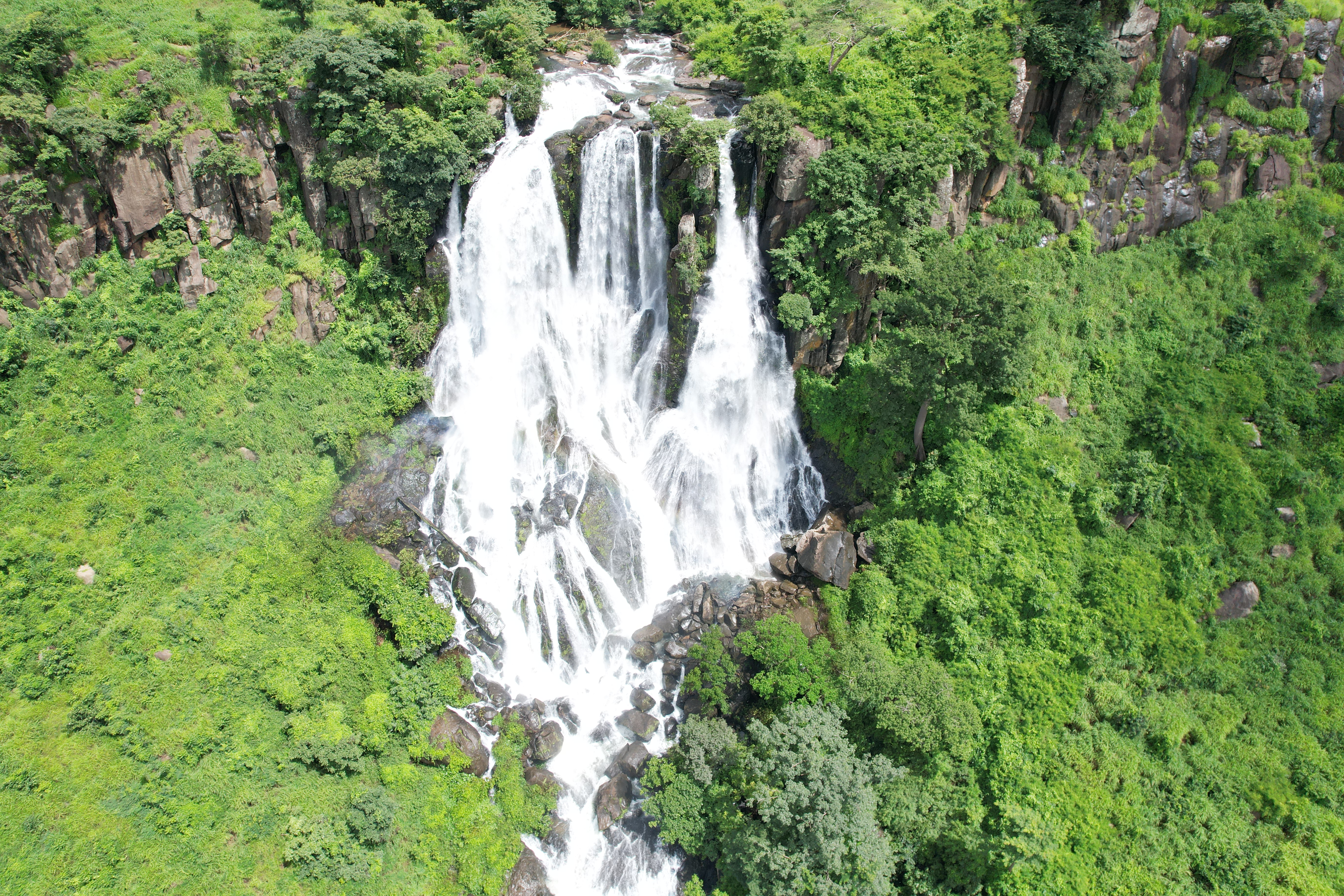
Chute de Tabouna à Kindia
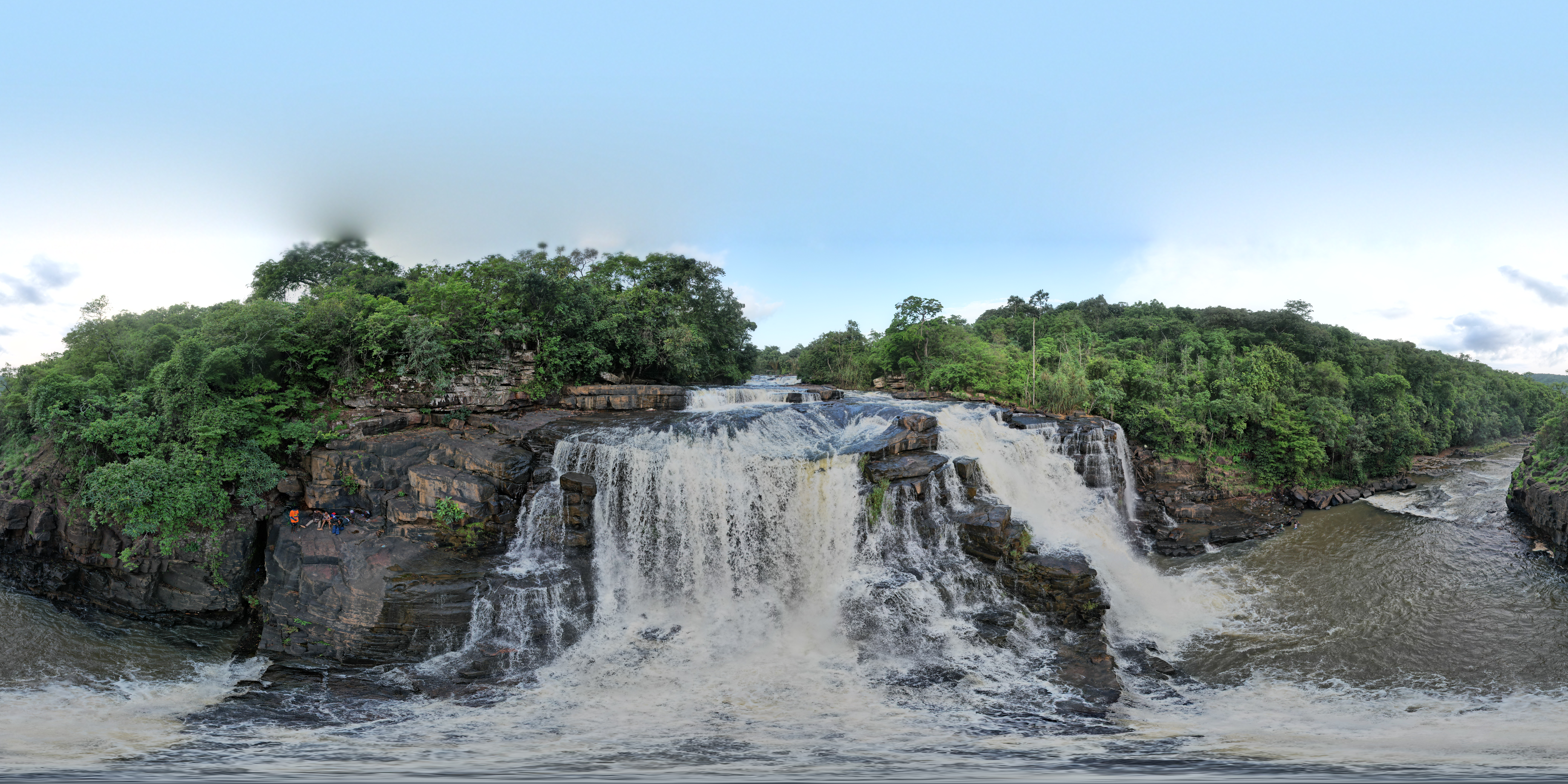
Chute de Saala Labé
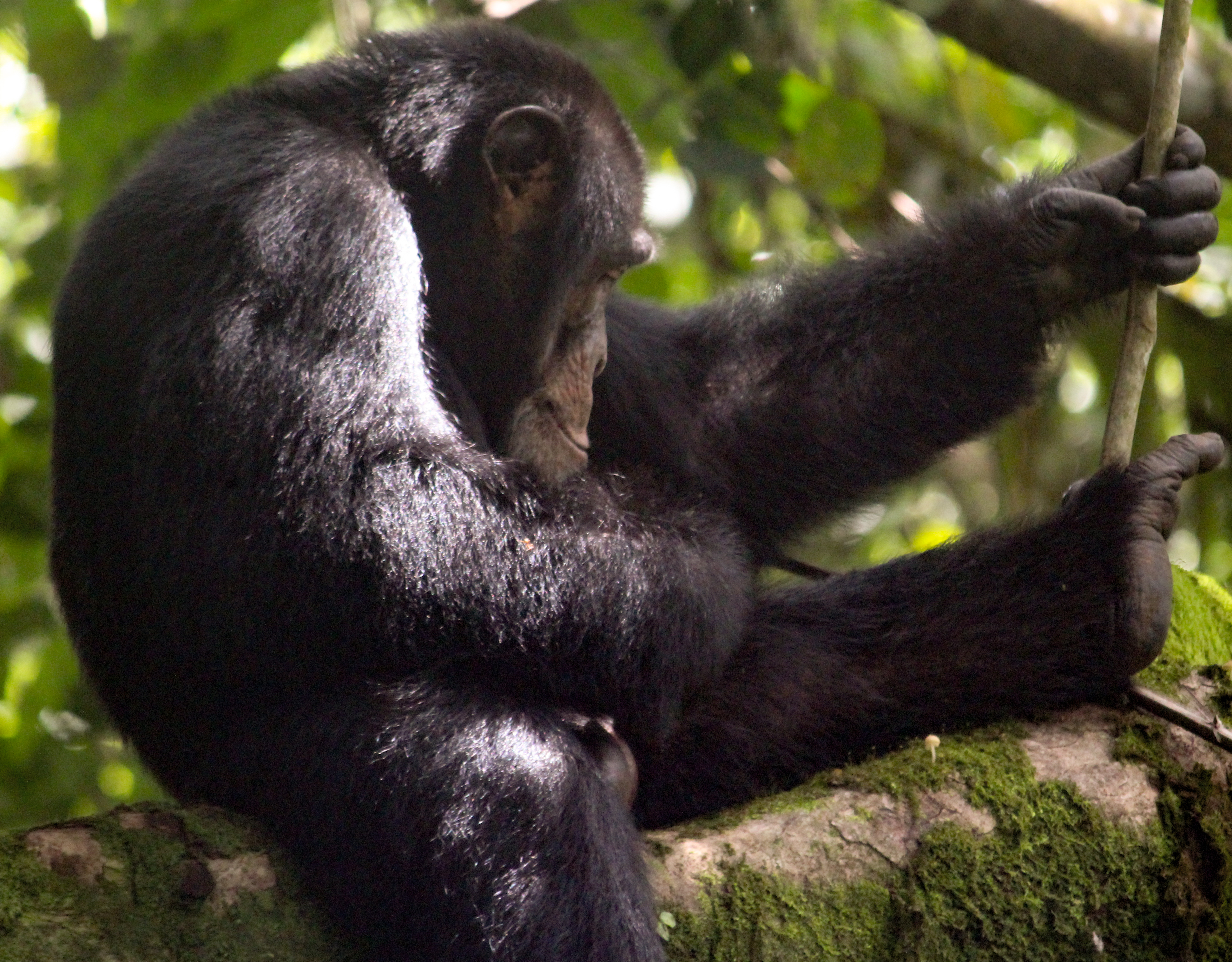
Chimpanzé de Bossou
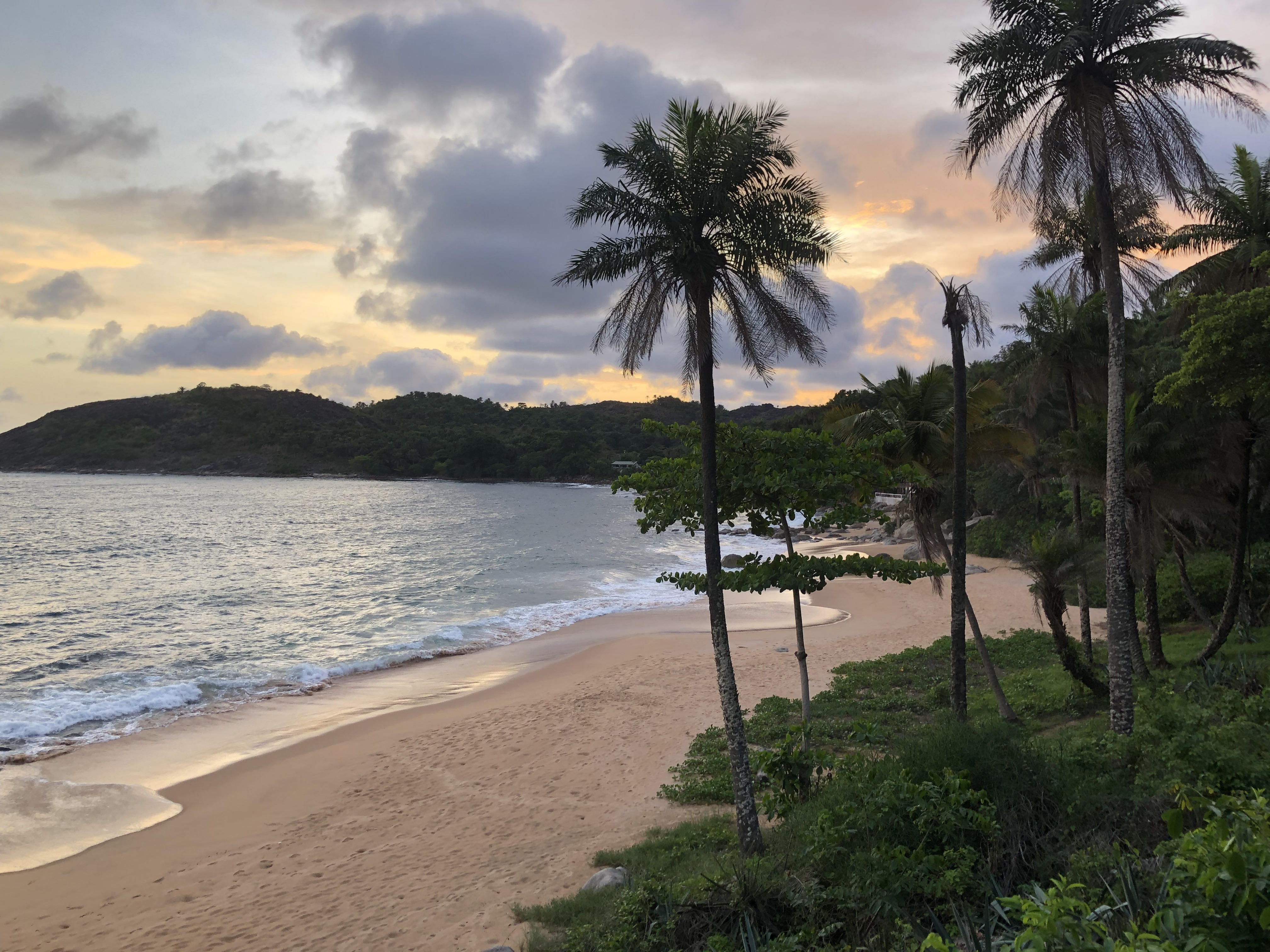
Plage sur les Ile de Loos

## Dân số
Dân số khoảng 10, 057 triệu người. Bao gồm các nhóm sắc tộc: người Peuhl 40%, Malinke 30%, Soussou 20%, các bộ tộc nhỏ 10%.
Ngôn ngữ chính thức của Guinea là tiếng Pháp. Ngôn ngữ quan trọng khác được nói là tiếng Pular (Fulfulde hoặc Fulani), Maninka (Malinke), susu, Kissi, Kpelle, và Loma.

## Tôn giáo
| Tôn giáo tại Guinée | Tôn giáo tại Guinée | Tôn giáo tại Guinée | Tôn giáo tại Guinée | Tôn giáo tại Guinée |
| ------------------- | ------------------- | ------------------- | ------------------- | ------------------- |
| Tôn giáo            | Tôn giáo            |                     | Tỷ lệ               | Tỷ lệ               |
| Hồi giáo            | Hồi giáo            |                     | 85%                 | 85%                 |
| Cơ đốc giáo         | Cơ đốc giáo         |                     | 8%                  | 8%                  |
| Tín ngưỡng          | Tín ngưỡng          |                     | 7%                  | 7%                  |

Hồi giáo là tôn giáo chiếm đa số. Khoảng 85% dân số là người Hồi giáo, trong khi 8% là Kitô giáo, và 7% giữ niềm tin duy linh truyền thống. Hồi giáo Guinea nói chung là dòng Sunni và Sufi; có rất ít người Hồi giáo Shia ở Guinea. Kitô giáo giáo bao gồm Công giáo La Mã, Anh giáo, Baptist, Giáo hội Cơ Đốc Phục Lâm, và các nhóm Tin Lành khác. Nhân chứng Jehovah hiện đang hoạt động trong cả nước và được công nhận bởi Chính phủ. Có một cộng đồng Bahá'í nhỏ. Có một số lượng nhỏ của người Hindu, Phật giáo và các tôn giáo truyền thống của Trung Quốc trong cộng đồng người nước ngoài.

## Quân đội
Lực lượng vũ trang Guinea được chia thành năm nhánh - lục quân, hải quân, không quân, hiến binh bán quân sự và Cảnh sát. Ngoài ra, lực lượng an ninh chế độ bao gồm Lực lượng Cảnh sát Quốc gia (Sûreté). Đội hiến binh, chịu trách nhiệm về an ninh nội bộ.
Lục quân, với khoảng 15.000 người, đến nay là nhánh lớn nhất của lực lượng vũ trang. Chủ yếu chịu trách nhiệm bảo vệ biên giới, an ninh của vùng lãnh thổ quản lý, và bảo vệ lợi ích quốc gia Guinea. Lực lượng không quân tổng số khoảng 700 người. Thiết bị của lực lượng bao gồm một số máy bay chiến đấu của Nga cung cấp. Hải quân có khoảng 900 người và hoạt động với một số tàu tuần tra nhỏ và sà lan.

## Y tế
Dịch vụ chăm sóc y tế của Guinée rất yếu kém (chỉ những người giàu mới được tiếp cận đầy đủ). Khoảng 1/2 số bác sĩ sinh sống ở thủ đô Conakry. Một số trung tâm y tế được mở ra ở nông thôn, cung cấp dịch vụ chăm sóc cơ bản với giá rẻ. Suy dinh dưỡng ở trẻ em khá phổ biến. Guinée có tỉ lệ tử vong trẻ sơ sinh vào loại khá cao trên thế giới.
Năm 2014, một đợt bùng phát virus Ebola đã xảy ra ở Guinée. Vào đầu tháng 8 năm 2014, Guinée đã đóng cửa biên giới của mình với Sierra Leone và Liberia để giúp ngăn chặn sự lây lan của virus. Mặc dù là nơi khởi phát virus Ebola, nhưng theo báo cáo Guinea có số ca nhiễm là 3.811 ca với 2.543 trường hợp tử vong, thấp hơn nhiều so với 2 quốc gia láng giềng. Dịch được công bố kết thúc ngày 1 tháng 6 năm 2016, nhưng đã tái phát trở lại vào tháng 1 đến tháng 2 năm 2021.
Các trường hợp đầu tiên nhiễm HIV/AIDS được báo cáo vào năm 1986. Mặc dù mức độ nhiễm AIDS thấp hơn so với một số quốc gia châu Phi khác, nhưng đến năm 2005, Tổ chức Y tế Thế giới cho biết Guinée đang đối mặt với căn bệnh này một cách phổ biến. Ước tính có khoảng 170.000 người lớn và trẻ em bị nhiễm căn bệnh này vào cuối năm 2004. Sự lây lan của HIV/AIDS được cho là do các yếu tố như giáp với các quốc gia có tỷ lệ người dân nhiễm HIV/AIDS cao, đón nhận lượng người tỵ nạn lớn, v.v.
Tỷ lệ suy dinh dưỡng ở trẻ em cao và dịch sốt rét là những vấn đề nghiêm trọng tại Guinée.

## Văn hóa

### Ngôn ngữ
Tiếng Pháp là ngôn ngữ chính thức, các thổ ngữ khác được sử dụng rộng rãi.

### Thể thao
Bóng đá là môn thể thao phổ biến nhất ở Guinea, được điều hành bởi Liên đoàn bóng đá Guine. Hiệp hội quản lý đội tuyển bóng đá quốc gia, cũng như giải đấu quốc gia. Nó được thành lập vào năm 1960 và là thành viên của FIFA năm 1962 và Liên đoàn bóng đá châu Phi năm 1963.

### Chế độ đa thê
Chế độ đa thê thường bị luật pháp ở Guinea cấm nhưng ở một vài địa phương vẫn còn tồn tại. UNICEF báo cáo rằng 53,4% phụ nữ Guinea trong độ tuổi 15–49 có hôn nhân đa thê.